# Kuluse
Kuluse – wieś w zachodniej Estonii, w prowincji Läänemaa, w gminie Lääne-Nigula. W 2011 roku liczyła 13 mieszkańców, w tym 7 kobiet i 6 mężczyzn. 
Do 2017 roku miejscowość wchodziła w skład gminy Martna.